# 福建行政长官列表
本表列出历代福建地区历任主要行政长官或相当官员。

## 隋朝
陈朝置闽州（又称建安郡），仍废，后又置丰州。隋朝灭陈，改为泉州。大业初年又改为闽州。下辖四县，户一万二千四百二十。州治在闽县，原名东侯官，开皇九年（589年），隋灭陈后改为原丰县，开皇十二年（592年）又改为闽县。
| 官銜     | 姓名   | 生卒            | 任期                                | 備註 |
| -------- | ------ | --------------- | ----------------------------------- | --- |
| 泉州刺史 | 刘弘   | （529年—591年） | 开皇九年 - 开皇十一年 589年 - 591年 | 字子光，徐州彭城人。平陈之后，以功封濩泽县公，拜泉州刺史。开皇十年（590年）高智慧叛乱失败，败走福建，与泉州人王国庆一起围攻泉州，十一年冬十二月九日城破被杀。 |
| 泉州刺史 | 来护兒 | （？—618年）    | 开皇十一年 - 仁寿三年 591年 - 603年 | 字崇善，江都（扬州）人。从杨素击高智慧于浙江，又追至泉州，除泉州刺史。                                                                                        |
| 泉州刺史 | 未知   | （？—？）       | 仁寿三年 - 大业元年 603年 - 605年   | 未知 |
| 泉州刺史 | 宇文弼 | （546年—607年） | 大业元年 - 大业二年 605年 - 606年   | 字公辅，河南洛阳人。隋炀帝即位，征拜刑部尚书，仍持节巡省河北。还除泉州刺史。岁馀，复拜刑部尚书。大业三年被杀。                                                |
| 泉州刺史 | 未知   | （？—？）       | 大业二年 - 大业十三年 606年 - 617年 | 未知 |

## 唐朝
隋称建安郡。武德初年改为泉州，置都督府。景云二年改为闽州。开元十三年改为福州。天宝元年改为长乐郡。乾元元年复改为福州。领县八：闽、侯官、长乐、万安（福唐）、连江、长溪、古田、尤溪。
| 官銜                              | 姓名       | 任期                                       | 備註 |
| --------------------------------- | ---------- | ------------------------------------------ | --- |
| 泉州刺史                          | 王义童     | 武德四年 - 武德八年 621年 - 625年          | 字元稚，琅琊临沂人。《杨炯集》卷七《唐恒州刺史建昌公王公神道碑》：“公讳义童，字元稚……武德四年……诏除泉州都督。”《太平寰宇记》卷一〇一泉州：“武德八年都督王义童遣使招抚，得其首领。”《淳熙三山志》卷二一郡守（以下简称《三山志》）：“武德八年都督王义童。” |
| 泉州刺史                          | 陈弘       | 武德中？                                   | 《元和姓纂》卷三河南陈氏：“弘，唐泉州刺史。”乃后魏汾州刺史长蛇公陈绍之子。 |
| 泉州刺史                          | 薛士通     | 贞观元年（627）                            | 《旧唐书•薛登传》：“父士通……贞观初，历迁泉州刺史，卒。”《新唐书•薛登传》略同。又见《咸淳毗陵志》卷一六。 |
| 泉州刺史                          | 方叔述     | 贞观二年（628）                            | 《三山志》：“贞观二年，方叔述，自治中授。”【宋】蔡襄《光禄少卿方公（偕）神道碑》：“方姓，周方叔之后。东汉纮避地丹阳……唐泉州刺史取述者，纮之苗裔。”按“取述”当“叔述”之误。 |
| 泉州刺史                          | 柳逖       | 贞观四年（630）                            | 《千唐志•大唐故处士河东柳君（偘）墓志铭并序》（垂拱元年七月二十一日）：“父逖，皇朝屯田、职方二郎中，散骑常侍，泉州刺史，上柱国，乐平县开国公……君即乐平公之第三子也。”偘卒年六十七，又见《大周常州司法参军事柳君故太夫人京兆杜氏墓志铭》（同上），《芒洛四编》卷三《大唐故泉州刺史乐平公孙柳君（永锡）墓志铭并序》。按《三山志》：“贞观四年，柳逷。”“逷”即“逖”之异体字。 |
| 泉州刺史                          | 卫总持     | 贞观八年（634）                            | 《三山志》：“贞观八年，卫总持，授别驾。”疑卫总持是年以别驾知州事，故《三山志》列入“郡守”。 |
| 泉州刺史                          | 关长信     | 贞观十一年（637）                          | 《三山志》：“贞观十一年，关长信。。 |
| 泉州刺史                          | 刘伯英     | 贞观十六年（642）                          | 《三山志》：“贞观十六年，刘伯瑛。”按《嘉泰会稽志》有刘伯英，乾封元年五月自翼州长史授越州刺史，总章元年终於官。 |
| 泉州刺史                          | 元韶       | 贞观二十年（646）                          | 《三山志》：“贞观二十年，元韶。”按《姓纂》卷四河南洛阳元氏有“元韶，沙州刺史”。《新唐书•高祖纪》武德五年有瓜州道行军总管元韶。 |
| 泉州刺史                          | 任弘毅     | 贞观二十三年（649）                        | 《三山志》：“贞观二十三年，任弘毅，授别驾。”疑任弘毅以别驾知州事，故列入“郡守”。 |
| 泉州刺史                          | 薛献       | 贞观中？                                   | 《金石补正》卷三六《大唐太子左卫杜长史故妻薛氏墓志铭并序》：“祖献，工部侍郎，泉资定陇四州刺史，赠洪州都督，内阳穆公。”夫人卒显庆二年，年二十六。又见《唐文拾遗》卷六四。据《隋书•薛胄传》及《新表三下》薛氏西祖房，知献乃隋刑部尚书薛胄子，疑其刺泉州亦当在贞观中。《三山志》失载。 |
| 泉州刺史                          | 王孝敬     | 永徽四年（653）                            | 《三山志》：“永徽四年，王孝敬，授长史。”疑其以长史知州事，故列入“郡守”。 |
| 泉州刺史                          | 王大礼     | 龙朔元年（661）                            | 《三山志》：“龙朔元年辛酉，王大礼。” |
| 泉州刺史                          | 张臣合     | 龙朔三年 - 麟德元年 663年 - 664年          | 《隋唐五代墓志汇编•陕西卷》第三册《大唐故正议大夫使持节兼泉州刺史潞城公（张臣合）墓志铭并序》（总章元年十一月四日）：“龙朔三年改授泉州刺史……麟德元年……行至府，遘疾弥留……十一月十五日薨於扬州之旅馆，春秋七十有二。”又见《张智慧墓志》（总章元年十一月四日）。 |
| 泉州刺史                          | 萧嗣德     | 咸亨元年（670）                            | 《三山志》：“咸亨元年庚午，萧嗣德，授司马。”疑其以司马知州事，故列入“郡守”。 |
| 泉州刺史                          | 曹某       | 垂拱时                                     | 《开漳陈氏族谱》引《龙湖公集》录陈元光诗有《喜雨次曹泉州二首》。按陈元光垂拱时为漳州刺史。时泉州即后来的福州。 |
| 泉州刺史                          | 李某       | 武后时？                                   | 《全唐诗》卷九九张循之有《送泉州李使君之任》。按张循之武后时上书忤旨被诛。则此李使君当为武后时任泉州刺史者。然卷二〇八包何名下又重出此诗。包何，大历中人。未知孰是。 |
| 泉州刺史                          | 乙速孤行俨 | 长安三年（703）                            | 《全唐文》卷二三四刘宪《大唐故右卫将军上柱国乙速孤府君（行俨）碑铭并序》：“长安三年，授使持节泉州诸军事守泉州刺史。神龙元年授使持节都督黔辰沅等州诸军事守黔州刺史。”。《三山志》失载。 |
| 泉州刺史                          | 张承庆     | 景云元年（710）                            | 《三山志》：“景云元年庚戌，张承庆，承庆授都督。” |
| 闽州刺史                          | 袁德仁     | 景云二年（711）                            | 《三山志》：“景云二年，袁德仁。”按是年泉州改为闽州。 |
| 闽州刺史                          | 任英       | 先天元年（712）                            | 《三山志》：“先天元年壬子，任乾英。” |
| 闽州刺史                          | 粱惟忠     | 开元四年（716）                            | 《三山志》：“开元四年，粱惟忠，惟忠授都督。” |
| 闽州刺史                          | 傅黄中     | 开元六年（718）                            | 《三山志》：“开元六年，傅黄中。”按《新表四上》傅氏有“黄中，司勋郎中”，乃地官侍郎、冬官尚书元淑子，傅游艺侄。《郎官柱》司勋郎中有傅黄中，在韦瑗后，李元璀前。 |
| 闽州刺史                          | 谢光庭     | 开元九年（721）                            | 《三山志》。 |
| 闽州刺史                          | 王峙       | 开元十年（722）                            | 《三山志》。 |
| 闽州刺史                          | 田义昌     | 开元十年（722）                            | 《三山志》：“开元十年，田义昌。是岁十一月授。” |
| 福州刺史、 福建经略使             | 辛子言     | 开元十三年（725）                          | 《三山志》：“开元十三年，辛子言。《进姥山诏》：开元中都督辛子言，自越授州牧闽。”按是年改闽州为福州，仍置都督。 |
| 福州刺史、 福建经略使             | 管元惠     | 开元十七年 - 二十六年 （729年 - 738年）    | 洛阳关林藏石刻《唐故中大夫福州刺史管府君神道碑并序》：“公讳元惠……[开元]十七年除使持节福州诸军事福州刺史兼泉建等六州经略军使……廿六年来朝京师，夏六月丁未至洛阳，遇疾薨毓德里第，春秋七十四……天宝元年岁次壬午二月丁丑朔十五日辛卯建。”《三山志》失载。 |
| 福州刺史、 福建经略使             | 许融       | 开元二十三年？（735？）                    | 《三山志》：开元二十三年，许融。按是时管元惠在福州都督任，疑有误。《精神碑》四处有许融：一在卢见义后，裴旷前。二在粱昇卿后，长孙处仁前。三在张倚后，赵彦晊前。四在魏季随后，穆思泰前。 |
| 福州刺史、 福建经略使             | 李亚丘     | 开元二十七年（739）                        | 《三山志》：“开元二十七年，李亚丘。《古田县记》：二十八年都督李亚丘。” |
| 长乐郡太守、 福建经略使           | 徐峤       | 开元廿八年 - 天宝元年 740年 - 742年（740） | 《三山志》：“开元二十八年，徐峤。”《新唐书》本传未及刺福。按徐峤开元间为润州刺史。《徐峤墓志》：“有唐天宝元年秋九月癸卯，江南道采访处置使、长乐建安等郡经略使、太中大夫、使持节晋陵郡诸军事守晋陵郡太守、上柱国、慈源县开国公徐公薨。”。《河洛二四五•唐故赵郡君太原王氏（琳）墓志铭并序》（开元廿九年七月廿八日卒，十一月二日葬）：“夫润州刺史江南东道采访处置兼福建等州经略使慈源县开国公徐峤撰”。 |
| 长乐郡太守、 福建经略使           | 卢昇明     | 天宝二年（743）                            | 《千唐志•唐桂州刺史兼御史中丞孙府君故夫人范阳郡君卢氏墓志铭并序》（永贞元年十一月五日）：“今之论甲门者曰兴州刺史守直，曰长乐太守昇明，即夫人之伯祖、叔祖也。”夫人卒永贞元年，享年五十六。《新表三上》卢氏：“昇，福州刺史。”乃兴州刺史守直之弟。“昇”当为“昇明”之误。《三山志》：“天宝二年，卢昇明，授太守。改长乐经略使。” |
| 长乐郡太守、 福建经略使           | 李晄       | 天宝五载（746）                            | 《三山志》：“天宝五年，李晄。”按《新表二上》赵郡李氏东祖房有“晄，冀州刺史”。乃隋晋王文学李孝基玄孙，时代相当，疑即此人。 |
| 长乐郡太守、 福建经略使           | 裴悟       | 天宝六载（747）                            | 《新表一上》东眷裴氏：“悟，长乐太守。”《三山志》：“天宝六年，裴悟。” |
| 长乐郡太守、 福建经略使           | 高璠       | 天宝九载（750）                            | 《三山志》载。 |
| 长乐郡太守、 福建经略使           | 许炅       | 天宝十一载（752）                          | 《三山志》载。 |
| 长乐郡太守、 福建经略使           | 刘寡悔     | 天宝十四载（755）（未之任）                | 《三山志》：“天宝十四年，刘寡悔，授不至。”按寡悔仕至齐州刺史，见《姓纂》卷五彭城刘氏及《新表一上》刘氏。 |
| 长乐郡太守、 福建经略使           | 杨知古     | 天宝十四载（755）                          | 《三山志》：“天宝十四年，杨知古。” |
| 长乐郡太守、 福建经略使           | 吉湒       | 至德二载（757）                            | 《三山志》：“至德二年，吉湒。《圣泉院记》：至德二载，郡太守吉公。” |
| 福州刺史、 福建防御使、 宁海军使  | 董玠       | 乾元元年（758）                            | 《三山志》：“乾元元年戊戌，董玠……湒至是卒，先授经略宁海军使。玠继之，授福建防御等使。”按是年复以长乐郡为福州，改太守为刺史。仍为都督府。改福建经略使为都防御使兼宁海军使。 |
| 福州刺史、 福建都团练观察处置等使 | 李承昭     | 上元二年 - 大历七年 （761 - 772）          | 《三山志》：“上元二年至大历七年，李承昭，以御史中丞为福州刺史。《长乐县严湖碑》：宝应二年节度使李公。升福建都防御使为节度使，承昭为福、建、泉、汀、漳、潮六州节度使。”《元和郡县志》卷二九福州永泰县：“永泰二年，观察使李承昭开山洞置。”《旧唐书•代宗纪》：大历四年正月“乙未，福建观察使李承昭请徙汀州於长汀县之白石村，从之。”《太平寰宇记》卷一〇二汀州：“大历十四年移理长汀白石村，去旧州理三百里，福州观察使承昭所奏移也。”作“十四年”，衍“十”字。《全唐文》卷四二四于邵有《为福建李中丞谢上表》。 |
| 福州刺史、 福建都团练观察处置等使 | 李椅       | 大历七年 - 九年 （772 - 774）              | 《旧唐书•代宗纪》：大历七年十一月，“华州刺史李琦为福州刺史、福建都团练观察使”。《全唐文》卷三九〇独孤及《福州都督府新学碑铭并序》：“公讳椅……大历七年冬十有一月，加御史大夫持节都督福、建、泉、汀、漳五州军事领观察处置都防御等使。”“大历十年，岁在甲寅，公薨於位。”友人蒋寅谓：甲寅为大历九年，“十年”乃传抄之误。又按《闽中金石记》卷一《成公李椅去思碑》（大历十年）：“大历七年冬十月一日，加御史大夫持节都督福、建、泉、汀、漳五州军事领观察处置都防御等使。”《唐语林》卷四：“闽自贞元以前，未有进士。观察使李錡始建庠序，请独孤常州及为《新学记》。”《三山志》：“大历七年，李錡。”《新唐书•宗室世兮表上》蜀王房：“福建观察使椅。”乃华原丞桐、黔州刺史樟、梓州刺史栝（后改名季贞）兄弟。则当从木作“椅”。 |
| 福州刺史、 福建都团练观察处置等使 | 皇甫政     | 大历十年 - 十二年 （775 - 777）            | 《全唐文》卷五一三吴与《漳州图经序》：“大历十一年，福建观察使皇甫政奏割汀州龙岩县来属。”《元和郡县志》卷二九漳州龙岩县：“大历十二年皇甫政奏改隶漳州。”《三山志》：“大历十年，皇甫政。政授刺史知留后。”《舆地碑记目》卷三《福州碑记》有《怀一塔碑》，注：“皇甫政撰，在闽县圣泉院。” |
| 福州刺史、 福建都团练观察处置等使 | 高宽仁     | 大历十二年？ - 十四年？ （777？ - 779？）  | 《全唐文》卷三三七颜真卿《送福建观察使高宽仁序》：“高君宽仁，初举明经，历任中外，克勤职务，政绩昭著，升福建观察使。”《三山志》及吴氏《方镇年表》均失载。按《新唐书•方镇表五》，大历六年置福建都团练观察处置使。颜真卿卒贞元元年，是高宽仁任福建必在大历六年至贞元年元年间。考大历七年至十年乃李椅，十年至十二年乃皇甫政，十四年至建中元年乃鲍防，建中元年至四年乃常衮，四年至兴元元年乃孟皞，兴元元年至贞元元年乃王雍，其间惟大历十二年至十四年间阙人，疑高宽仁刺福即在此期间。 |
| 福州刺史、 福建都团练观察处置等使 | 鲍防       | 大历十四年 - 建中元年 （779 - 780）        | 《旧唐书•德宗纪上》：大历十四年五月“丁酉，以京畿观察使鲍防为福州刺史、福建都团练观察使”。建中元年正月“己巳，福建观察使鲍防、湖南观察使萧复让宪官，从之”。又四月“戊申，以福建观察使鲍防为洪州刺史、江西团练观察使”。又见两《唐书》本传。《全唐文》卷七八四穆员《鲍防碑》：“今上嗣位……俾之师长，统闽越，转江南。”《三山志》：“大历十四年，鲍防。建中元年，以防为洪州刺史。”《全唐诗》卷一五〇刘长卿有《送秦侍御外甥张篆之福州谒鲍大夫秦侍御与大夫有旧》。 |
| 福州刺史、 福建都团练观察处置等使 | 常衮       | 建中元年 - 四年 （780 - 783）              | 《旧唐书•德宗纪上》：建中元年五月，“潮州刺史常衮为福建观察使”。又建中四年正月“丙午，福建观察使常衮卒”。又见两《唐书》本传。《全唐文》卷四一七常衮有《为福州刺史谢上表》，又有《谢让加银青福建观察使表》。又见《三山志》。 |
| 福州刺史、 福建都团练观察处置等使 | 孟皞       | 建中四年 - 兴元元年 （783 - 784）          | 《旧唐书•德宗纪上》：建中四年三月“癸未，以左散骑常侍孟皞为福建都团练观察使”。《三山志》：“建中四年，孟皞。”《全唐文》卷五二二粱肃《为雷使君祭孟尚书文》：“敬祭於故福建观察使兵部尚书赠右仆射孟公之灵。”又卷四七〇陆贽《答论萧复状》谓德宗因孟皞年老，欲除萧复为福建观察。 |
| 福州刺史、 福建都团练观察处置等使 | 王雍       | 兴元元年 - 贞元元年（784 - 785）           | 《唐会要》卷六九：“显庆元年九月二十六日，制督府及上州各置执刀五十人……至贞元元年废，从福建观察使王雍奏也。” |
| 福州刺史、 福建都团练观察处置等使 | 卢惎       | 贞元元年 - 二年 （785 - 786）              | 《旧唐书•德宗纪上》：贞元元年正月“丁未，以饶州刺史卢惎为福州刺史、福建观察使”。又本传：“改饶州刺史，迁福州刺史、福建观察使。贞元二年七月，以疾终。”《全唐文》卷五一三吴与《漳州图经序》：“兴元二年，刺史柳少安请徙治龙溪，福建观察使卢惎录奏。贞元元年十一月十六日敕从之。”又见《三山志》。 |
| 福州刺史、 福建都团练观察处置等使 | 吴诜       | 贞元三年 - 四年 （787 - 788）              | 《旧唐书•德宗纪上》贞元三年三月“丙午，凤翔、陇右元帅副兵马使吴诜为福建观察使”。又《德宗纪下》：贞元四年四月，“福建兵乱，逐观察使吴诜”。又见《新唐书•德宗纪》。《元龟》卷一五三：“贞元年四年四月，贬前福建观察使吴诜为涪州刺史。”又见《三山志》。 |
| 福州刺史、 福建都团练观察处置等使 | 吴湊       | 贞元四年 - 七年 （788 - 791）              | 《旧唐书•德宗纪下》：贞元四年五月“辛未，太子宾客吴湊为福建观察使”。贞元七年十一月“丁酉，以前福建观察使吴湊为陕州长史、陕虢观察使”。《通鉴•贞元四年》五月同。又见两《唐书》本传，《三山志》。 |
| 福州刺史、 福建都团练观察处置等使 | 郑叔则     | 贞元七年 - 八年 （791 - 792）              | 《旧唐书•德宗纪下》贞元七年“秋七月庚午，以信州刺史郑叔则为福建观察使”。《全唐文》卷七八四穆员《福建观察使郑公（叔则）墓志铭》：“唐贞元八年四月十六日福建团练观察使福州刺史兼御史中丞郑公薨於位。”又卷七八五有《祭福建郑大夫文》。又见《三山志》。 |
| 福州刺史、 福建都团练观察处置等使 | 王翃       | 贞元八年 - 十一年 （792 - 795）            | 《旧唐书•德宗纪下》贞元八年五月“丙寅，以大理卿王翃为福建观察使”。又本传：“出为福州刺史、福建观察使，入为太子宾客。贞元十二年，检校礼部尚书。”《新唐书》本传略同。《元龟》卷四八四：“[贞元]九年五月，福建观察使福州刺史王栩（翃）奏：诸州并设军额防虞役使，更置执刀，甚为烦费。”《三山志》：“贞元八年，王翊。自大理卿出为观察使。”按“翊”乃“翃”之误。 |
| 福州刺史、 福建都团练观察处置等使 | 李若初     | 贞元十一年 - 十三年 （795 - 797）          | 《旧唐书•德宗纪下》：贞元十一年“二月癸卯，以衢州刺史李若初为福建观察使”。十三年三月“乙巳，以福建都团练使李若初为明（越）州刺史、浙东观察使”。又本传同。《新唐书》本传未及。《会稽掇英总集•唐太守题名》：“李若初，贞元十三年三月自福建观察使授。”《全唐文》卷八一七黄璞《林孝子传》：“林孝子攒，泉州莆田县人……贞元癸酉岁李若初廉使兹地，深所嘉叹。”按癸酉岁为贞元九年，疑误。又见《宋高僧传》卷一八《唐会稽永欣寺后僧会传》。 |
| 福州刺史、 福建都团练观察处置等使 | 柳冕       | 贞元十三年 - 二十年 （797 - 804）          | 《旧唐书•德宗纪下》：贞元十三年三月，“以婺州刺史柳冕为福建观察使”。贞元二十年七月“辛卯，福建观察使柳冕奏置万安监狱泉州界”。又本传：“[贞元]十三年，兼御史中丞、福州刺史……以政无状，诏以阎济美代归而卒。”《新唐书》本传略同。又见《姓纂》卷七河东解县东眷柳氏，《柳河东集》卷一二《先君石表阴先友记》、《三山志》。《全唐文》卷四八九权德舆有《答柳福州书》，又卷四九〇《韦宾客宅宴集诗序》称：“外有平阳、长乐二连帅韦君、柳君”。“柳福州”、“柳君”均指柳冕。《金石萃编》卷一〇四《无垢净光塔铭》：“唐贞元己卯岁……观察使柳公。”按“己卯岁”为贞元十五年。 |
| 福州刺史、 福建都团练观察处置等使 | 阎济美     | 贞元二十年 - 元和二年 （804 - 807）        | 《旧唐书》本传：“自婺州刺史为福建观察使，复为润州刺史。”《新唐书》本传：“贞元末，繇婺州刺史为福建观察使，徙浙西。”《全唐文》卷五六〇韩愈《顺宗实录三》：永贞元年四月“景寅，罢闽中万安监。先是福建观察使柳冕……请置监……百姓苦之，远近以为笑。至是观察阎济美奏罢之”。又见卷六五四元稹《唐故越州刺史浙江东道观察使河东薛公（戎）神道碑文铭》。《三山志》：“贞元二十年，阎济美。”《会稽掇英总集•唐太守题名》：“阎济美，元和二年四月前福建观察使授。” |
| 福州刺史、 福建都团练观察处置等使 | 陆庶       | 元和二年 - 四年 （807 - 809）              | 《新表三下》陆氏：“庶，福建观察使。”《三山志》：“元和二年，陆庶。授观察使。”《全唐文》卷六六四白居易《与陆庶诏》：“省所奏，当管新开福建陆路四百余里者具悉。”《太平寰宇记》卷一〇〇福州长乐县：“元和三年省，以地并入福唐，即观察使陆淮奏省之，至五年复立县。”《姓纂》卷一〇陆氏：“生渭、灃、涧、瀍、淮。”岑仲勉《姓纂四校记》云：“陆淮，实陆庶之误。”《会要》卷七一：“元和三年三月，并侯官、长乐入闽县、福唐两县……观察使陆初准例省之。”按陆初即陆庶。 |
| 福州刺史、 福建都团练观察处置等使 | 元义方     | 元和四年 - 六年 （809 - 811）              | 《旧唐书•宪宗纪上》：元和四年四月，“以商州刺史元义方为福建观察使”。六年四月，“以福建观察使元义方为京兆尹。”《新唐书》本传略同。又见《三山志》，《元氏长庆集》卷五七《唐故建州浦城县尉元君墓志铭》。 |
| 福州刺史、 福建都团练观察处置等使 | 裴次元     | 元和六年 - 八年 （811—813）                | 《旧唐书•宪宗纪上》：元和六年二月，“以太府卿裴次元为福建观察使”。又《宪宗纪下》：元和八年十一月“丙辰，以福建观察使裴次元为河南尹”。又见《新表一上》洗马裴氏，《三山志》。《宝刻丛编》卷一九引《诸道石刻录》：“《唐毬场亭二十詠并序》，唐福州刺史裴次元作，大中十年刻。” |
| 福州刺史、 福建都团练观察处置等使 | 薛謇       | 元和八年 - 十年 （813—815）                | 《旧唐书•宪宗纪下》元和八年十一月“丁卯，以泗州刺史薛謇为福建观察使”。《全唐文》卷六〇九刘禹锡《福建等州都团练观察处置使福州刺史薛公（謇）神道碑》：“俄迁福建团练观察使……元和十年某月日薨於位，年六十七。”《三山志》：“元和七年，薛謇。《圣泉院记》：元和十年，中丞薛公。”按“七年”误。 |
| 福州刺史、 福建都团练观察处置等使 | 元锡       | 元和十年 - 十四年 （815—819）              | 《三山志》：“元和十年，元锡。”《韩昌黎集》卷二七《衢州徐偃王庙碑》注：“石刻……福州刺史元锡书。元和十年十二月九日日。”《旧唐书•宪宗纪下》：元和十四年六月“癸丑，以福建观察使元锡为宣州刺史、宣歙池观察使”。《全唐文》卷六九三元锡有《福建刺史谢上表》。又见《元龟》卷九一七。《宋高僧传》卷一二《唐福州怡山院大安传》：“释大安，姓陈氏，闽城人也。幼年入道，顿佛尘蒙。元和十二年……时天雨桂子及地生朱草，刺史元锡手疏其瑞，上达冕旒。遂迴御札，诏改凤棲寺号灵感壇焉。” |
| 福州刺史、 福建都团练观察处置等使 | 裴乂       | 元和十四年 - 长庆三年 （819—823）          | 《旧唐书•宪宗纪下》元和十四年六月，“以郑州刺史裴乂为福州刺史、福建观察使”。《全唐文》卷六五五元稹《唐故福建等州都团练观察处置等使使持节福州诸军事福州刺史裴公墓志铭》：“观察福建……持之五载，不失所逮……不幸薨於扬。”《隋唐五代墓志汇编•洛阳卷》第十三册《王汶墓志》（宝历元年四月十一日）：“[元和]十四年冬，福建廉使裴公乂、魏博节制田公弘正继以穆生之醴，将置公於席。”又见《新唐书•裴坦传》，《新表一上》中眷裴氏，《三山志》。 |
| 福州刺史、 福建都团练观察处置等使 | 蔡僖       | 长庆四年？（824？）                        | 《福建通志•职官志》卷二称：“蔡僖，元和间任观察使。”按元和年间观察使从阎济美、陆庶、元义方、裴次元、薛謇、元锡，到裴乂，史籍书之甚详。惟裴乂长庆三年卒，徐晦宝历元年来任，其间长庆四年缺，疑蔡僖刺福在长庆四年欤？其仕历均不详。吴氏《方镇年表》亦不载。 |
| 福州刺史、 福建都团练观察处置等使 | 林蔇       | 宝历元年？（825？）                        | 《林邵州遗集•睦州刺史二府君神道碑》：“饶州生府君赠睦州刺史披……次子邵州刺史蕴……季子福唐刺史蔇……宝历元年，敬宗皇帝以孝治为大，诏内外长吏追显前门。蕴忝剖符竹，被沾雨露，哀荣所感，逮於幽明。”又见《续庆图》，作“福唐州”。按福唐乃福州县名。然福州刺史从大历十四年至宝历元年历历可考。疑有误。 |
| 福州刺史、 福建都团练观察处置等使 | 徐晦       | 宝历元年 - 二年 （825—826））              | 《旧唐书》本传：“宝历元年，出为福建观察使。二年，入为工部侍郎。出为同州刺史。”又《敬宗纪》：宝历二年八月，“以前福州观察使徐晦为工部侍郎”。《三山志》略同。《全唐文》卷七三六沈亚之《闽城开新池记》称“高平公牧察之余”，又卷七三五有《与福州使主徐中丞第一书》、《上使主第二书》、《上使主第三书》。徐中丞、高平公，当即徐晦。吴氏《方镇年表》长庆四年下列徐晦，岑仲勉正补已指出其误。 |
| 福州刺史、 福建都团练观察处置等使 | 卫中行     | 宝历二年（826）                            | 《旧唐书•敬宗纪》：宝历二年正月甲午，“以国子祭酒卫中行为福建观察使”。《三山志》：“宝历二年，独中行。”按“独”字乃“卫”字之误。上图藏拓片《唐故鄂岳团练判官王公（谭）墓志铭并序》（咸通五年十月二十日）谓其父王师正因“闽帅卫中行奸秽莫救，遂表其状以闻”。 |
| 福州刺史、 福建都团练观察处置等使 | 独孤朗     | 大和元年（827）（未之任）                  | 《旧唐书•文宗纪上》：大和元年“八月庚寅朔，以工部侍郎独孤朗为福建观察使”。又本传：“大和元年八月，出为福州刺史、御史中丞、福建观察使。是月赴官，暴卒於路，赠右散骑常侍。”《新唐书》本传、《三山志》略同。《全唐文》卷六三九李翱《唐故福建等州都团练观察处置等使独孤公（朗）墓志铭》：“大和元年八月为福建等州都团练观察等使……不克入谢，病二旬，九月壬子以疮卒，年五十三。”又卷六四〇有《祭福建独孤中丞文》。 |
| 福州刺史、 福建都团练观察处置等使 | 张仲方     | 大和元年 - 四年 （827—830）                | 《旧唐书•文宗纪上》：大和元年八月“戊申，以谏议大夫张仲方为福建观察使”。又本传：“大和初，出为福州刺史、兼御史中丞、福建观察使。三年，入为太子宾客。”《新唐书》本传略同。上图藏拓片《唐故朝议郎行陕州硖石县令上柱国侯公（绩）墓志铭并序》（大和九年十二月十一日）：“大和元年，为福建观察使张公辟授监察御史里行，充观察推官。”《全唐文》卷六七九白居易《唐故银青光禄大夫秘书监曲江县开国公张公（仲方）墓志铭并序》：“入为谏议大夫，福建观察使兼御史中丞，徵还为太子宾客。”又见《三山志》。 |
| 福州刺史、 福建都团练观察处置等使 | 桂仲武     | 大和四年 - 五年 （830—831）                | 《旧唐书•文宗纪下》：大和四年三月“丁亥，以卫尉卿桂仲武为福建观察使”。《三山志》同。《刘禹锡集》卷四〇《祭福建桂尚书文》：“维大和六年月日，苏州刺史刘禹锡谨以清酌之奠，敬祭於故福建团练使桂公之灵。”《全唐诗》卷七四六陈陶有《投赠福建桂常侍二首》。 |
| 福州刺史、 福建都团练观察处置等使 | 罗让       | 大和五年 - 八年？ （831—834？）            | 《旧唐书•文宗纪下》：大和五年七月“己未，以给事中罗让为福建观察使”。又见两《唐书》本传。《三山志》：“大中四年，罗让。”按“大中四年”误。《全唐诗》卷七六四陈陶有《投赠福建路罗中丞》，即罗让。 |
| 福州刺史、 福建都团练观察处置等使 | 段伯伦     | 大和八年 - 开成元年？ （834—836？）        | 《旧唐书•文宗纪下》：大和八年七月“壬申，以右金吾卫大将军段百伦检校工部尚书，充福建观察使”。《三山志》同。《旧唐书•段秀实传》：“其子伯伦……[大和]八年七月，检校工部尚书，充福建等州都团练观察使，入为太仆卿卒。”《新唐书•段秀实传》略同。 |
| 福州刺史、 福建都团练观察处置等使 | 唐扶       | 开成元年 - 四年 （836—839）                | 《旧唐书•文宗纪下》开成元年五月，“以中书舍人唐扶为福建观察使”。开成四年十一月“壬申，前福建观察使唐扶卒”。又见两《唐书》本传，《新表四下》唐氏，《三山志》。《全唐文》卷七三三刘从谏《奏论二萧真伪》：“今年二月，其萧宏投臣当道，求臣上闻，自言：比者福建观察使唐扶、监军刘行立具审根源，已曾论奏。” |
| 福州刺史、 福建都团练观察处置等使 | 李玘       | 开成四年（839）（未之任）                  | 《旧唐书•文宗纪下》：开成四年闰正月“辛丑，以司农卿李玘为福建观察使，谏官论其不可，乃罢之”。《三山志》作“李记”。 |
| 福州刺史、 福建都团练观察处置等使 | 卢贞       | 开成四年（839）                            | 《旧唐书•文宗纪下》：开成四年闰正月“丙午，以大理卿卢贞为福建观察使”。又见《三山志》。《全唐诗》卷三六五刘禹锡《夜宴福建卢侍郎（一作常侍）宅因送之镇》，即卢贞。 |
| 福州刺史、 福建都团练观察处置等使 | 黎埴       | 会昌元年（841）                            | 《广记》卷一七五引《闽川士传》：“[林]杰五岁……日课所为，未几盈轴。明年，遂献唐中丞扶……至九岁，谒卢大夫贞、黎常侍殖（埴），无不嘉奖。”似黎埴为卢贞之后任。吴氏《方镇年表》列黎埴於会昌元年至三年，云：“《淳熙三山志》在大中八年，恐误。按《唐会要》：开成五年，有御史中丞黎植。”岑仲勉正补云：“然开成末为中丞，不能必其会昌初即出除福建也，宦途何常之有？”姑存疑。又按《宝刻类编》卷六《浯溪题名》有黎埴，大中元年七月二日。当是外任行此，抑罢福刺时路出此处？又岑仲勉云：《郎官柱》、《浯溪题名》、《翰林学士壁记》、《新唐书•李德裕传》等均作“埴”，从“木”者讹。《卢绘夫人墓表》题云：“福建等州都团练观察处置等使朝散大夫检校左散骑常侍兼御史中丞赐紫金鱼袋黎埴撰”。墓主会昌元年四月卒，九月祔。又《卢绘夫人李氏墓志》：妹适寿春黎埴，黎公历任近密，迨今廉镇福建，昨正初道路，集会于嘉兴，路歧徘徊累日。今据墓志，可确知黎埴会昌元年始为福州刺史。 |
| 福州刺史、 福建都团练观察处置等使 | 殷俨       | 大中二年（848）                            | 《会要》卷二九：“大中二年七月十六日，福建观察使殷俨进瑞粟十一茎。”《三山志》失载。《全唐文》卷七五二杜牧《荐韩乂启》：“及[元]晦得越，乃弃产避之居常州。殷俨者，仰韩之道，自闽寄百缣遗之。及门，不开书函而斥去之。”按元晦为越州刺史在会昌五年至大中元年。 |
| 福州刺史、 福建都团练观察处置等使 | 崔于       | 大中三年 - 四年 （849—850）                | 《三山志》：“大中三年，崔于。见《神光寺碑》。”《广记》卷一七五引《闽川士传》：“林杰字智周，幼而聪明秀异……时父肃为闽府大将……及有是子，益大其门，廉使崔侍郎于亟与迁职，乡人荣之。”《闽书》：“林杰，大中四年举童子科，观察使崔于礼异之。” |
| 福州刺史、 福建都团练观察处置等使 | 李贻孙     | 大中五年 - 六年 （851—852）                | 《金石萃编》卷八〇《华岳题名》：“福建都团练观察处置等使兼御史中丞李贻孙，大中五年七月廿七日口镇，将男意承文蔚口复含昭谒岳而退。”《全唐文》卷七四九杜牧《白从道除东渭侨巡官陶祥除福建支使等制》：“暨守臣贻孙等亦曰：[陶]祥、[刘]蜕文学温慎，可在宾阶。”又卷五四四李贻孙《故四门助教欧阳詹文集序》：“大和中，予为福建团练副使日……大中六年，予又为观察使，令访其裔。”又见《三山志》。按大中五年《华岳题名》已署福建观察，非六年始任。《宝刻丛编》卷一九引《复斋碑录》：“《唐新造上生院记》，唐李贻孙撰，正书无名，大中六年四月十三日立，在神光寺。” |
| 福州刺史、 福建都团练观察处置等使 | 王源植     | 大中七年（853）                            | 《新表二中》王氏：“源植，福建观察使。”乃武后时宰相王方庆玄孙。《三山志》失载。唯於“长乐县天王院”下云：“大中七年置，廉帅王公奏赐额。”吴氏《方镇年表》谓即源植，今从之。 |
| 福州刺史、 福建都团练观察处置等使 | 韦署       | 大中七年（853）                            | 荣新江云，圆珍《请弘传两宗官牒案》：大中七年八月十七日。“达州下郭门……当时观察使、金紫光禄大夫、御史中丞、福建都团练处置等使、兼福州刺史韦署”。又见《圆珍传》。 |
| 福州刺史、 福建都团练观察处置等使 | 裴炜       | 大中时？                                   | 《福建通志•职官志二》：大中间，裴炜以福建团练观察使兼泉州刺史，见《闽书》。《八闽志》作“裴伟”。 |
| 福州刺史、 福建都团练观察处置等使 | 杨发       | 大中十年 - 十二年 （856—858）              | 《旧唐书》本传：“改授太常少卿，出为苏州刺史……还，改福州刺史、福建观察使……移授广州刺史、岭南节度使。”《新唐书》本传略同。《旧唐书•宣宗纪》：大中十二年正月，“以太中大夫、福州刺史、御史中丞、上柱国、赐紫金鱼袋杨发检校右散骑常侍、广州刺史、御史大夫，充岭南东道节度观察处置等使”。《全唐文》卷七九一濮阳宁《闽迁新社记》：“大中十年夏六月，公命迁社於州坤，筑四坛……功以十七日戊子起，冬十一月庚子毕。”又曰：“元侯关西公及莅闽，其春由郡仪即社。”《宝刻丛编》卷一九引《集古录目》：“《唐闽迁新社记》，唐摄馆驿巡官前进士濮阳宁撰，书为八分，不著氏。福州刺史杨君（碑不著名）……以岁月推之，关西公者，杨发也。”又见《三山志》。 |
| 福州刺史、 福建都团练观察处置等使 | 王镇       | 大中十二年 - 咸通二年 （858—861）          | 《旧唐书•宣宗纪》：大中十二年正月，“以朝请大夫、检校左散骑常侍、右金吾大将军、充右街使……王镇为检校左散骑常侍、使持节都督福州诸军事、兼福州刺史、御史大夫、充福建等州都团练观察处置等使”。《三山志》同。 |
| 福州刺史、 福建都团练观察处置等使 | 皇甫燠     | 咸通二年 - 三年 （861—862）                | 《唐故福建都团练观察处置等使中大夫使持节福州诸军事守福州刺史兼御史中丞柱国安定县开国男食邑三百户赐紫金鱼袋赠左散骑常侍安定皇甫公（燠）墓志铭并序》（咸通四年二月十六日）：“维咸通四年岁次癸未正月甲子朔二十一日甲申，瓯闽护戎以其帅皇甫公去月二十四日薨于位上闻，天子震悼，不视朝者一日……公讳燠……咸通二年，改福建都团练观察处置等使兼御史中丞，赐紫金鱼袋。其明年，遘疾终于官舍，享年五十九。赠左散骑常侍。”另，《唐故安定皇甫公（燠）夫人广平郡君刘氏（舒光）墓志铭并序》（咸通十二年十月三十日）：“有唐咸通十二年，故福建观察使兼御史中丞、赠左散骑常侍安定皇甫公讳燠，字广煦，夫人刘氏遘疾，自鄂寻医，以闰八月十日捐馆于襄阳私第，享年五十九。” |
| 福州刺史、 福建都团练观察处置等使 | 杜宣猷     | 咸通二年 - 六年 （862—865）                | 《三山志》：“杜宣猷，咸通二年。”《全唐文》卷八一七黄璞《王郎中传》：“王棨……咸通三年郑侍郎谠下进士及第……成名归觐，廉使杜公宣猷请署团练巡官。”《通鉴•咸通六年》：正月，“福建观察使杜宣猷每寒食遣吏分祭其先垅，宦官德之。庚申，以宣猷为宣歙观察使，时人谓之‘敕使墓户’”。又见《玉泉子》，《广记》卷二三九引。 |
| 福州刺史、 福建都团练观察处置等使 | 李播       | 咸通六年（865）                            | 《三山志》 ：“《旧纪》：李播，咸通六年授。《乌石感应王庙碑》：咸通间，蛮寇犯於交、广，府帅李大夫播遣使运馈告庙而行。” |
| 福州刺史、 福建都团练观察处置等使 | 李瓒       | 咸通六年 - 八年 （865—867）                | 《三山志》：“咸通六年，李瓒。是年《双峰院记》：福建等州都团练观察处置使、朝议郎、持节都督福州诸军事、守福州刺史、兼御史中丞李瓒。七年作天王堂，亦有记。”又见《闽中金石志》卷二。 |
| 福州刺史、 福建都团练观察处置等使 | 李景温     | 咸通八年 - 十年 （867—869）                | 《新唐书•李景让传》：“弟景温，字德己，历谏议大夫、福建观察使，徙华州刺史，以美政闻。”《三山志》：“咸通八年，李景温。《西禅院记》：懿宗八年，福建廉使李景温。《东禅院记》：咸通十年廉使李公。”按李景温咸通七年十一月在礼部郎中任，见《旧唐书•懿宗纪》。 |
| 福州刺史、 福建都团练观察处置等使 | 孟彪       | 咸通十一年 - 十四年 （870—973）            | 《三山志》：“咸通三年，孟彪。”按咸通二年至六年乃杜宣猷在任，孟彪似无可能插入。吴氏《方镇年表》列於咸通十一年至十四年，今从之。 |
| 福州刺史、 福建都团练观察处置等使 | 皇甫珪     | 乾符元年？（874？）                        | 《姓纂》卷五寿春皇甫氏：“焕，中书舍人、福建观察使。”按《姓纂》库本校注：“又镈子珪，字德卿，此作生焕，误。”岑仲勉《姓纂四校记》云：“考《重修壁记》，珪於大中十二年八月拜中书舍人，十四年十月罢学士，改同州刺史，其官福建观察，最早应在懿宗朝。”按《三山志》失载。吴氏《方镇年表》以皇甫焕附大中九年，误。今乾符元年缺，故系於此。 |
| 福州刺史、 福建都团练观察处置等使 | 李晦       | 乾符二年 - 三年 （875—876）                | 《旧唐书•僖宗纪》乾符二年四月，“河南尹李晦检校左散骑常侍、兼福州刺史、福建都团练观察使”。《全唐诗》卷五五九薛能有《送福建李大夫》。《三山志》：“乾符二年，李晦。”《宋高僧传》卷一二《唐缙云连云院有缘传》：“及南游至武夷山，时廉使李晦为筑禅室。乾符三年至缙云龙泉大赛山立院。”《全唐文》卷八二九林嵩《周朴诗集序》：“闽之廉问杨公发、李公晦……奇君之诗。” |
| 福州刺史、 福建都团练观察处置等使 | 李播       | 乾符三年（876）                            | 《旧唐书•僖宗纪》乾符三年“六月，敕福建观察使李播、荆州刺史杨权古……等九人授官之时，众词不可；王回等三人到郡无政，惟务贪求，实污方州，并宜停任”。《全唐文》卷八八僖宗有《停福建观察使李播等任敕》。又见《三山志》。 |
| 福州刺史、 福建都团练观察处置等使 | 韦岫       | 乾符五年（878）                            | 《新唐书》本传：“[卢]携执政，岫自泗州刺史擢福建观察使。”《全唐文》卷八二六黄滔《福州雪峰山故真觉大师碑铭》：“乾符中，观察使京兆韦公、中和中司空颍川陈公，每渴醍醐而不克就饮，交使驰恳，师为之入府，从人愿也。”又见《宋高僧传》卷一二《唐福州雪峰广福寺义存传》。韦公，即韦岫。《通鉴•乾符五年》：“十二月甲戌，黄巢陷福州，观察使韦岫弃城走。”又见《三山志》，《北梦琐言》卷一四。 |
| 福州刺史、 福建都团练观察处置等使 | 郑镒       | 乾符六年 - 中和四年 （879—884）            | 《通鉴•中和四年》：“初，黄巢转掠福建，建州人陈岩聚众数千保乡里，号九龙军，福建观察使郑镒奏为团练副使。”知乾符末郑镒已为福建观察。《三山志》：“广明元年庚子，郑镒。”《全唐诗》卷八三七贯休《送郑使君》：“刺婺廉闽动帝台。”《新唐书•僖宗纪》中和四年五月“壬午，福建团练副使陈岩逐其观察使郑镒，自称观察使。” |
| 福州刺史、 福建都团练观察处置等使 | 陈岩       | 中和四年 - 大顺三年 （884—892）            | 《通鉴•中和四年》：十二月“壬寅，以[陈]岩为福建观察使。岩为治有威惠，闽人安之。”又见《三山志》。《通鉴•大顺二年》：“福建观察使陈岩疾病，遣使以书召泉州刺史王潮，欲授以军政，未至而岩卒。”《隋唐五代墓志汇编•北京大学卷》第二册《唐故福建观察使检校司徒兼御史大夫颍川郡口陈府君墓志铭》（景福二年八月十四日）：“府君以大顺三年正月二十九日薨口，春秋四十有四。”按大顺三年即景福元年。陈府君当即陈岩。 |
| 福州刺史、 福建都团练观察处置等使 | 范晖       | 景福元年 - 二年 （892—893）                | 《通鉴•大顺二年》：“[陈]岩卒，岩妻弟都将范晖讽将士推己为留后。”《新五代史•王审知传》：“景福元年，[陈]岩卒，其婿范晖自称留后。”《吴越备史》卷一《武肃王》：景福元年六月，“泉州王潮攻陷福州，杀范晖而有其地”。《新唐书•昭宗纪》：景福元年三月“丙寅，福建观察使陈岩卒，护闽都将范晖自称留后”。景福二年“五月庚子，王潮陷福州，范晖死之”。今从《新纪》。又见《三山志》。 |
| 威武军节度使                      | 王潮       | 景福二年 - 乾宁四年 （893—897）            | 《通鉴•景福二年》十月“戊戌，以泉州刺史王潮为福建观察使”。又《乾宁三年》：“九月庚辰，升福建为威武军，以观察使王潮为节度使。”又《乾宁四年》：十一月，“潮寝疾，舍其子延兴、延虹、延丰、延休，命审知知军府事。十二月丁未，潮薨……审知自称福建留后，表於朝廷”。又见《新五代史•王审知传》。《英华》卷四五七张玄晏有《授王潮威武军节度使制》。《三山志》：“景福二年，王潮。” |
| 威武军节度使                      | 王审知     | 乾宁四年 - 天祐四年 （897—907）            | 《新五代史》本传：“乾宁四年，[王]潮卒，审知代立。唐以福州为威武军，拜审知为节度使……唐亡，粱太祖加拜审知中书令，封闽王。”又见《三山志》，《通鉴•光化元年》、《光化三年》二月。 |

## 明朝
明朝福建行省主要长官有：
- 福建巡抚（嘉靖年间，福建行省一度并入浙江行省，由浙江福建巡抚兼管[1]。）
  - 福建承宣布政使司：福建左布政使、福建右布政使
  - 福建提刑按察使司：福建按察使
  - 福建都指挥使司：福建都指挥使

## 清朝
清朝福建省主要长官有：
- 浙闽总督 → 福建總督 → 閩浙总督
  - 福建巡抚（1885年取消）
    - 福建承宣布政使司：福建左布政使、福建右布政使
    - 福建按察使司：福建按察使
    - 福建提督學政

## 中华人民共和国
1949年8月，福建省人民政府成立。1955年2月，改组为福建省人民委员会，1967年5月，被中国人民解放军福建省军事管制委员会军事管制。1968年8月，福建省革命委员会成立，1979年12月撤销，复设福建省人民政府。
| 职衔                                     | 任別   | 任期             | 姓名   | 籍贯       | 现任职务或曾任最高职务                                                               | 备注                                             |
| ---------------------------------------- | ------ | ---------------- | ------ | ---------- | ------------------------------------------------------------------------------------ | ------------------------------------------------ |
| 福建省人民政府 主席                      | 第1任  | 1949.8－1954.10  | 张鼎丞 | 福建永定   | 全国人大常委会副委员长 最高人民检察院检察长                                          | 1981年12月16日在北京逝世                         |
| 福建省人民政府 主席                      | 第2任  | 1954.10－1955.2  | 叶 飞  | 福建南安   | 全国人大常委会副委员长                                                               | 1999年4月18日在北京逝世                          |
| 福建省人民委员会 省长                    | 第1任  | 1955.2－1959.1   | 叶 飞  | 福建南安   | 全国人大常委会副委员长                                                               | 1999年4月18日在北京逝世                          |
| 福建省人民委员会 省长                    | 第2任  | 1959.1－1959.10  | 江一真 | 福建连城   | 中共中央顾问委员会委员 卫生部部长                                                    | 1959年10月被打倒                                 |
| 福建省人民委员会 省长                    | 代理   | 1960.4－1962.6   | 伍洪祥 | 福建龙岩   | 福建省政协主席                                                                       | 2005年9月14日在福州逝世                          |
| 福建省人民委员会 省长                    | 复职   | 1962.11－1962.12 | 江一真 | 福建连城   | 中共中央顾问委员会委员 卫生部部长                                                    | 1962年11月平反，官复原职 1994年3月24日在北京逝世 |
| 福建省人民委员会 省长                    | 第3任  | 1962.12－1967.5  | 魏金水 | 福建龙岩   | 中共中央顾问委员会委员                                                               | 1992年8月11日在福州逝世                          |
| 中国人民解放军 福建省军事管制委员会 主任 | 第1任  | 1967.5－1968.8   | 韩先楚 | 湖北黄安   | 全国人大常委会副委员长                                                               | 1986年10月3日在北京逝世                          |
| 福建省革命委员会 主任                    | 第1任  | 1968.8－1973.12  | 韩先楚 | 湖北黄安   | 全国人大常委会副委员长                                                               | 1986年10月3日在北京逝世                          |
| 福建省革命委员会 主任                    | 第2任  | 1974.11－1979.12 | 廖志高 | 四川冕宁   | 中共中央顾问委员会委员 中共福建省委第一书记                                          | 2000年8月28日在北京逝世                          |
| 福建省人民政府 省长                      | 第1任  | 1979.12－1983.1  | 马兴元 | 山西昔阳   | 中共中央顾问委员会委员                                                               | 2005年11月8日在北京逝世                          |
| 福建省人民政府 省长                      | 第2任  | 1983.1－1987.9   | 胡 平  | 浙江嘉兴   | 商业部部长                                                                           | 2020年8月4日在北京逝世                           |
| 福建省人民政府 省长                      | 第3任  | 1987.9－1990.1   | 王兆国 | 河北丰润   | 第16、17届中共中央政治局委员 第10、11届全国人大常委会副委员长 第8、9届全国政协副主席 |                                                  |
| 福建省人民政府 省长                      | 第4任  | 1990.11－1994.4  | 贾庆林 | 河北泊头   | 第16、17届中共中央政治局常委 第10、11届全国政协主席                                  |                                                  |
| 福建省人民政府 省长                      | 第5任  | 1994.4－1996.10  | 陈明义 | 福建福州   | 中共福建省委书记                                                                     |                                                  |
| 福建省人民政府 省长                      | 第6任  | 1996.10－1999.8  | 贺国强 | 湖南湘乡   | 第17届中共中央政治局常委 中央纪律检查委员会书记                                      |                                                  |
| 福建省人民政府 省长                      | 第7任  | 1999.8－2002.10  | 习近平 | 陕西富平   | 现任中共中央总书记，国家主席、中央军委主席                                           |                                                  |
| 福建省人民政府 省长                      | 第8任  | 2002.10－2004.12 | 卢展工 | 浙江慈溪   | 第12、13届全国政协副主席                                                             |                                                  |
| 福建省人民政府 省长                      | 第9任  | 2004.12－2011.4  | 黄小晶 | 福建福州   | 全国人大环资委副主任委员                                                             |                                                  |
| 福建省人民政府 省长                      | 第10任 | 2011.4－2015.10  | 苏树林 | 黑龙江克东 | 中共福建省委副书记、省人民政府省长                                                   | 2018年7月26日公开宣判                            |
| 福建省人民政府 省长                      | 第11任 | 2015.11－2017.12 | 于伟国 | 山东文登   | 现任全国人大华侨委员会主任委员                                                       | 中共福建省委书记                                 |
| 福建省人民政府 省长                      | 第12任 | 2018.1－2020.7   | 唐登杰 | 江苏建湖   | 现任中共山西省委书记，省人大常委会主任                                               |                                                  |
| 福建省人民政府 省长                      | 第13任 | 2020.7－2021.10  | 王 宁  | 湖南湘乡   | 现任中共云南省委书记，省人大常委会主任                                               |                                                  |
| 福建省人民政府 省长                      | 第14任 | 2021.10－        | 赵 龙  | 辽宁盘锦   | 现任中共福建省委副书记、省人民政府省长                                               |                                                  |

## 外部連結
- 福建省政府
- 福建省人民政府